# Patrick (chanson)
Pour les articles homonymes, voir Patrick.
Patrick est une chanson française chantée par Grand Corps Malade accompagné de Benoît Simon et  parue en 2018.

## Présentation
La chanson est un hommage satirique à la carrière de  Patrick Balkany, homme politique réputé pour ses nombreuses mises en examen.

## Paroles
Mets du sourire ouais, j'mets du sourire, t'façon le mieux c'est d'la faire une fois comme ça
(Vas-y, vas-y) avec le cœur, quoi (avec le cœur)
Pour toi, pour Patrick, ouais

Je t'admire intensément, je suis ton parcours en secret
Je veux t'écrire depuis longtemps et, cette année, je me sens prêt
C'est pas facile, tu m'impressionnes par ton charisme et ton talent
Tu parles fort, t'en fais des tonnes, pour moi, c'est bien toi le plus grand
Tu marches fièrement dans ta ville où tout l'monde te voit comme un roi
Tu as rendu la vie plus belle pour ceux qui habitent Levallois
Les entreprises viennent à la pelle, mais pas trop les logements sociaux
Du coup, ta ville est bien plus belle, c'est vrai que, les pauvres, c'est pas beau

Patrick, Patrick, les juges sont des méchants
T'inquiète, Patrick, personne ne les entend
Patrick, Patrick, tu es fort, fier et franc
Merci Patrick, c'est bien toi le plus grand

Depuis longtemps, tu sais très bien que la morale et la décence
C'est pour les faibles, ça sert à rien, toi, loin des scrupules, tu avances
C'est prouvé, c'est toi l'meilleur, t'as sur le dos et sur les bras
Plus de mises en examen que ton ami Nicolas
Blanchiment de fraude fiscale, et déclaration mensongère
Corruption, Panama papers, j'oublie sûrement quelques affaires
Toi, tu restes droit dans tes bottes, tête haute et grande gueule
Tous ces juges, toi et tes potes, tu sais même pas ce qu'ils vous veulent

Patrick, Patrick, les juges sont des méchants
T'inquiète, Patrick, personne ne les entend
Patrick, Patrick, tu es fort, fier et franc
Merci Patrick, c'est bien toi le plus grand

Pour servir ton clientélisme, rien n'pourra jamais t'arrêter
Tu t'en fous si, de toute la France, c'est ta ville la plus endettée
J'me demande parfois qui sont ceux que tu tiens par les couilles
Pour être encore en liberté après avoir mis tant de douilles
Y a plein de p'tits frères en prison pour des conneries, des p'tits trafics
Toi, tu croules sous les affaires, mais t'es élu d'la république
C'est bien grâce à des gens comme toi que j'ai confiance en mon pays
En sa justice et en ses droits, vive la France et son mépris
Et, si tu m'invites à chanter dans ton royaume, je veux bien venir
J'prends pas d'cash j'veux être déclaré, tu sais même pas c'que ça veut dire
Mais je chanterai avec bonheur, avec ardeur à chaque instant
Je chanterai pour toi, Patrick, car, pour moi, tu es le plus grand
Patrick, Patrick, les juges sont des méchants
T'inquiète, Patrick, personne ne les entend
Patrick, Patrick, tu es fort, fier et franc
Merci Patrick, c'est bien toi le plus grand
Si ça s'trouve, on va le laisser comme ça, hein? (ouais, ouais)
(C'est bien, ça?) on va le mettre comme ça?